# Adriaan Brock
Adriaan Cornelis Brock (Sint-Oedenrode, 26 augustus 1775 (Brockx) - 7 mei 1834) was een Brabantse historicus uit de negentiende eeuw. Hij werd onder meer bekend door zijn studie over zijn geboortedorp, Beschryving der Vryheid St-Odenrode, die echter pas in 2003 werd uitgegeven.
Brock studeerde aan de Leuvense universiteit en was eigenaar van de Fratershof in Sint-Oedenrode. Hij oefende een breed scala aan taken en ambachten uit. Zo was hij huisschilder, koster en kaarsenmaker. Hij was daarnaast als historicus actief en schreef meerdere manuscripten over Sint-Oedenrode en de Meierij van 's-Hertogenbosch. Daarnaast was hij als correspondent actief voor het Aardrijkskundig Woordenboek van A.J. van der Aa.
Brock is tot de romantische stroming te rekenen. Zo vervormde hij het Klein Kasteel te Deurne tot het nooit bestaan hebbende Slot van Peelland.
Brock was niet gehuwd en had geen kinderen.